# 莱索托国旗
莱索托國旗，是一面横向三色旗，纵横比例为2：3，由藍、白、綠三色橫條組成底色，中間绘有一頂黑色巴索托帽。蓝色代表天空、雨水，白色象征和平，绿色意为莱索托的青翠大地。黑色巴索托帽代表由黑色人种组成的莱索托人民。
该国旗啟用於2006年10月4日，以慶贺莱索托王国獨立40周年，並表達该国人民對和平的渴望。
2006年版莱索托国旗，为该国独立后所采用的第三代国旗，它復用了1966年版國旗的主題圖案巴索托帽，而主要色彩則是承襲了1987年版國旗的白、藍、綠，有机结合了第一代和第二代国旗的特色之处。
| 颜色 | 含义                                                   |
| ---- | ------------------------------------------------------ |
| 藍色 | 代表天空或雨天。                                       |
| 白色 | 莱索托自国王莫舒舒一世时代起就享有和平主义的意识形态。 |
| 綠色 | 代表繁荣。                                             |

## 尺寸規範
- 賴索托國旗比例

## 歷代旗幟
- 巴苏陀兰
1951–1966
- 巴苏陀兰驻地专员的旗帜（1951-1966年）
- 巴苏陀兰
1951–1966

### 莱索托王国国旗
- 1966-1987
- 1987-2006
- 2006-

### 莱索托王国王室旗
- 1966-1987
- 1987-2006
- 2006-